# Mayor Buratovich
Mayor Buratovich är en ort i Argentina.   Den ligger i provinsen Buenos Aires, i den södra delen av landet, 600 km sydväst om huvudstaden Buenos Aires. Mayor Buratovich ligger 18 meter över havet och antalet invånare är 5 372.
Terrängen runt Mayor Buratovich är mycket platt. Runt Mayor Buratovich är det mycket glesbefolkat, med 2 invånare per kvadratkilometer.. Mayor Buratovich är det största samhället i trakten. 
Omgivningarna runt Mayor Buratovich är en mosaik av jordbruksmark och naturlig växtlighet.